# San Pedro (Teksas)
San Pedro je naseljeno mjesto za statističke potrebe u američkoj saveznoj državi Teksas. Prema popisu stanovništva iz 2010. u njemu je živjelo 530 stanovnika.